# Фітіс
Фітіс (нім. Vitis) — ярмаркова комуна  (нім. Marktgemeinde)  в Австрії, у федеральній землі  Нижня Австрія.
Входить до складу округу Вайдгофен-ан-дер-Тайя. Населення становить 2651 ос. (станом на 31 грудня 2013 року). Займає площу 55 км². Фітіс вперше був згаданий 1150-го року. З кінця 16-го століття і в першій половині 17-го століття місто було протестантською фортецею.
Парафіяльна церква святого Варфоломія є по суті романською структурою з готичними стрілчастими вікнами і ребристими склепіннями. Вівтар зведено у 1732 році.

## Розташування
| Шремс              | Вайдгофен-ан-дер-Тайя-Ланд |             |
| Гіршбах            | Розташування               | Віндігштайг |
| Кірхберґ-ам-Вальде | Цветль                     | Шварценау   |

## Населення
За результатами перепису 2001 року налічувалося 2575 жителів. У 1991 році — 2564 жителя, в 1981 році — 2723, а в 1971—2831 житель. Рівень зайнятості в 2001 році склав 45,98 відсотка.